# Коув (град, Орегон)
Коув (на английски: Cove) е град в окръг Юниън, щата Орегон, САЩ. Коув е с население от 594 жители (2000) и обща площ от 2,1 km². Намира се на 874,78 m надморска височина. ЗИП кодът му е 97824, а телефонният му код е 541.